# Ribelle - The Brave (videogioco)
Ribelle - The Brave è un videogioco d'avventura ispirato all'omonimo film sviluppato dalla Behaviour Interactive e pubblicato dalla Disney Interactive Studios.

## Modalità di gioco
Il titolo può essere giocato in modalità single player o multiplayer cooperativo. Il primo giocatore controlla Mérida, mentre nella modalità multiplayer il secondo giocatore controlla il personaggio di Wisp. Alla storia principale del gioco, si alternano alcuni minigiochi, in cui il giocatore può avvalersi l'aiuto di ulteriori personaggi come il terzetto e la regina Elinor, che è anche un personaggio giocabile, nella versione "orso", durante il combattimento nell'arena. Numerosi livelli del gioco sono giocabili attraverso la location chiamata "Anello di pietre". Il giocatore può inoltre utilizzare diversi tipi di incantesimi (fuoco, terra, aria e ghiaccio) per potenziare con la forza degli elementi le proprie armi.

## Doppiaggio
- Merida (personaggio): Kelly Macdonald - Domitilla D'Amico
- La strega: Susanne Blakeslee - Stefanella Marrama
- Corvo: Steve Purcell - Fabrizio Mazzotta